# العلاقات التشادية الكينية
العلاقات التشادية الكينية هي العلاقات الثنائية التي تجمع بين تشاد وكينيا.

## مقارنة بين البلدين
هذه مقارنة عامة ومرجعية للدولتين:
| وجه المقارنة                                              | تشاد                      | كينيا                         |
| --------------------------------------------------------- | ------------------------- | ----------------------------- |
| المساحة (كم2)                                             | 1.28 مليون                | 581.31 ألف                    |
| عدد السكان (نسمة)                                         | 15.23 مليون               | 48.47 مليون                   |
| الكثافة السكانية (ن./كم²)                                 | 11.9                      | 83.38                         |
| العاصمة                                                   | انجمينا                   | نيروبي                        |
| اللغة الرسمية                                             | لغة فرنسية، اللغة العربية | اللغة السواحلية، لغة إنجليزية |
| العملة                                                    | فرنك وسط أفريقي           | شيلينغ كيني                   |
| الناتج المحلي الإجمالي (بليون دولار)                      | 9.98 مليار                | 74.94 مليار                   |
| الناتج المحلي الإجمالي (تعادل القوة الشرائية) بليون دولار | 30.54 مليار               | 142.24 مليار                  |
| الناتج المحلي الإجمالي الاسمي للفرد دولار أمريكي          | 775                       | 1.38 ألف                      |
| الناتج المحلي الإجمالي للفرد دولار أمريكي                 | 2.18 ألف                  | 2.95 ألف                      |
| مؤشر التنمية البشرية                                      | 0.392                     | 0.548                         |
| رمز المكالمات الدولي                                      | +235                      | +254                          |
| رمز الإنترنت                                              | .td                       | .ke                           |
| المنطقة الزمنية                                           | ت ع م+01:00               | ت ع م+03:00                   |

## منظمات دولية مشتركة
يشترك البلدان في عضوية مجموعة من المنظمات الدولية، منها:
| علم المنظمة | اسم المنظمة                                 | تاريخ انضمام تشاد | تاريخ انضمام كينيا |
| ----------- | ------------------------------------------- | ----------------- | ------------------ |
|             | مؤسسة التنمية الدولية                       | 7 نوفمبر 1963     | 3 فبراير 1964      |
|             | يونسكو                                      | 19 ديسمبر 1960    | 7 أبريل 1964       |
|             | وكالة ضمان الاستثمار متعدد الأطراف          | 11 يونيو 2002     | 28 نوفمبر 1988     |
|             | الأمم المتحدة                               | 20 سبتمبر 1960    | 16 ديسمبر 1963     |
|             | مجموعة دول أفريقيا والكاريبي والمحيط الهادئ | ?                 | ?                  |
|             | الاتحاد البريدي العالمي                     | ?                 | ?                  |
|             | البنك الدولي للإنشاء والتعمير               | 10 يوليو 1963     | 3 فبراير 1964      |
|             | الاتحاد الدولي للاتصالات                    | 25 نوفمبر 1960    | 11 أبريل 1964      |
|             | منظمة حظر الأسلحة الكيميائية                | ?                 | ?                  |
|             | مؤسسة التمويل الدولية                       | 2 أبريل 1998      | 3 فبراير 1964      |
|             | المركز الدولي لتسوية المنازعات الاستشارية   | 14 أكتوبر 1966    | 2 فبراير 1967      |
|             | منظمة التجارة العالمية                      | ?                 | 1995               |
|             | منظمة الشرطة الجنائية الدولية               | ?                 | ?                  |
|             | الاتحاد الأفريقي                            | ?                 | 13 ديسمبر 1963     |
|             | البنك الإفريقي للتنمية                      | ?                 | ?                  |

## وصلات خارجية
- موقع وزارة الخارجية الكينية